# Robert J. Gordon
Robert James "Bob" Gordon é um economista norte-americano. Ele é o professor de Ciências Sociais Stanley G. Harris na Northwestern University. Gordon é um dos maiores especialistas mundiais em inflação, desemprego e crescimento econômico de longo prazo. Seu trabalho recente perguntando se o crescimento econômico dos EUA está "quase acabando" foi amplamente citado, e em 2016 ele foi nomeado uma das 50 pessoas mais influentes no mundo pela Bloomberg.

## Educação
Gordon se formou magna cum laude com bacharelado pela Universidade de Harvard em 1962. Ele então frequentou a Universidade de Oxford como Marshall Scholar e recebeu seu diploma em 1964. Ele recebeu seu Ph.D. do MIT em 1967 com uma dissertação intitulada Problems in the Measurement of Real Investment in the US Private Economy (Problemas na Medição do Investimento Real na Economia Privada dos EUA).

## Carreira e contribuições
De 1995 a 1997, ele serviu na Comissão Boskin para avaliar a precisão do Índice de Preços ao Consumidor dos Estados Unidos (IPC), tendo escrito uma crítica de superavaliação da inflação do IPC em 1990. Ele também foi membro do Business Cycle Dating Committee do NBER, que determina quando as recessões começam e terminam, por mais de três décadas.
O popular texto Macroeconomia de Robert J. Gordon foi o primeiro a incorporar a hipótese das expectativas racionais na análise da curva de Phillips. Logo todos os livros-texto de macroeconomia subsequentes estavam expondo a "Curva de Phillips Aumentada das Expectativas". Além disso, Gordon escreveu para revistas econômicas, delineando a relação entre o crescimento da produtividade das invenções modernas e as grandes invenções do final do século XIX. Ele enfoca o impacto dos computadores na economia pós-1995 no setor de manufatura durável. Além disso, ele enfatiza que a produtividade marginal da tecnologia de computação afeta o padrão de vida de uma forma muito mais contida do que as primeiras grandes invenções americanas. Ao contrário da sabedoria convencional, ele minimiza o papel da tecnologia da computação no crescimento econômico do final do século XX, levando em consideração o ciclo de negócios e as tendências. Esse conceito pode ajudar a explicar o paradoxo da produtividade - por que a produtividade econômica desde 1970 tem sido significativamente menor do que no século anterior, quando um conjunto diferente de avanços tecnológicos e médicos levou a uma taxa muito mais alta de produtividade econômica.
Seu livro de 2016, The Rise and Fall of American Growth (O Aumento e Declínio do Crescimento Americano), foi publicado pela Princeton University Press. O livro discute o imenso crescimento econômico que ocorreu no século seguinte à Guerra Civil Americana, bem como por que esse crescimento não pode ser repetido.